# Belmiro Mendes de Castro Filho
Belmiro Mendes de Castro Filho (São Paulo, 1948 – 10 de outubro de 2020) foi um físico e oceanógrafo brasileiro, autoridade mundial em oceanografia física, professor titular e ex-diretor do Instituto Oceanográfico da Universidade de São Paulo (IO-USP).

## Biografia
Belmiro nasceu na capital paulista, em 1948. Em 1967 ingressou no curso de Física da Universidade de São Paulo (USP), graduando-se em 1972. Em 1974 ingressou no mestrado em Oceanografia (Oceanografia Física), também pela USP, obtendo o título de mestre em ciência em 1977. Pela Universidade de Miami, sob a orientação do oceanógrafo Rainer Bleck, obteve o doutorado em oceanografia física e meteorologia, em 1985.
Trabalhando principalmente com a dinâmica de plataforma continental e de estuários, Belmiro se tornou referência na área da oceanografia física. Foi responsável por nove disciplinas de pós-graduação no Instituto Oceanográfico, além de conduzir pesquisas científicas e dar aulas na graduação. Publicou mais de 40 trabalhos científicos completos em revistas nacionais e internacionais, além de livros e capítulos de livros.
Com o livro Princípios de Oceanografia Física de Estuários, publicado pela EDUSP, foi ganhador do Prêmio Jabuti, da Câmara Brasileira do Livro, de 2003. Foi diretor do Instituto Oceanográfico na gestão de 2001 a 2005 e posteriormente chefe do Departamento de Oceanografia Física, Química e Geológica, do mesmo Instituto, nas gestões de 1997 a 1999, de 1999 a 2001, de 2005 a 2007 e de 2007 a 2009.
Foi orientador de 25 mestres e 10 doutores, além de ter participado de várias bancas de defesa e de qualificação. Participou de diversas expedições e cooperações científicas junto da Petrobrás e do PROANTAR. Foi um dos pesquisadores que desvendou o mecanismo da ressurgência oceânica em Cabo Frio.

## Morte
Belmiro morreu em 10 de outubro de 2020, aos 71 anos. Ele foi velado e sepultado no Cemitério Alpha Campus, em Jandira.